# 오우치 히로모리
오우치 히로모리(일본어: 大内 弘盛 おおうち ひろもり[*])는 일본 스오국(周防国)의 재청관인(在庁官人)、무사(武士)로 오우치 씨(大内氏)의 제17대 당주이다.

## 생애
일본 헤이안 시대(平安時代) 말기 고시라카와인(後白河院)이 인세이(院政)를 행하고 있던 시대에 스오는 법황의 지행국(知行国)이었다. 지쇼(治承) 원년(1177년) 6월 법황이 시시가타니(鹿ケ谷)의 별장에서 당시의 권력자 다이라노 기요모리와 그 일문인 헤이케를 타도할 것을 모의한 이른바 시시가타니 음모(鹿ケ谷の陰謀) 사건이 벌어지자, 다타라 모리야스(多々良盛保)、다타라 모리후사(多々良盛房)、다타라 히로모리(多々良弘盛)、다타라 다다토(多々良忠遠) 등이 이 일에 연좌되어 각기 이즈(伊豆)、히타치(常陸)、시모쓰케(下野)、아와(安房)로 유배되었다. 지쇼 2년(1177년) 10월 5일에 이들 네 사람에 대한 사면이 내려졌으나 이로 인해서 재청관인으로써 세력을 쌓아 거듭나게 된 인물이 히로모리였다. 이후 히로모리는 주에이(寿永) 연간부터 오우치노스케(大内介) ・ 곤노스케(権介)를 칭하고 있었다.
겐페이 합전(源平合戦)에서는 교토를 떠나 본거지 사이고쿠(西國)으로 낙향해 와서 차츰 세력을 회복해 나가던 헤이케(平家)의 추토를 맡은 미나모토노 노리요리(源範頼) 등에게 스오를 전선 기지로 제공했고, 겐지의 아군이 되어 현지에서의 지지기반을 굳건히 하였다. 헤이케가 멸망한 뒤인 단노우라 전투(壇ノ浦の戦い) 이후에는 스오 재청관인의 최고 권력자로써 지위를 굳게 하였고 법황이 파견한 승려 쵸겐(重源)의 국무(国務) 행위를 현지 지토(地頭)와 함께 방해하기도 하였다.
이후 히로모리의 자손에 의해 오우치노스케는 계승되기에 이른다.

### 설명주
1. ↑  일본에서 곤노스케(権介)란 중앙에서 임명되어 부임하는 정식 고쿠시(国司)가 아니라 그 아래 단계에 속해 있는 지방 호족이었다. 다만 유력 재청관인에 대한 특별 영전 및 특권적인 국주적 지위를 의미하는 것이었다.
2. ↑  재청관인의 최고위자로써 『아즈마카가미』(吾妻鏡)에 기록이 있다.
3. ↑  겐큐(建久) 3년(1192년) 1월에 쵸겐은 막부에 대해 이를 호소하였으나 「오우치노스케의 일은 간토 소관이 아니다」라며 쵸겐의 호소를 각하할 정도의 세력이었다(『아즈마카가미』).